# Палойоэнсуу
Палойоэнсуу (фин. Palojoensuu, северносаам. Bálojotnjälbmi) — деревня на северо-западе Финляндии, в общине Энонтекиё. Расположена на границе со Швецией, при впадении реки Палойоки в Муонионйоки.
Административный центр общины, деревня Хетта, расположена в 26 км к востоку по главной дороге № 93. Во времена Лапландской войны 1944-45 годов окрестности деревни были местом ожесточённых сражений между финскими и немецкими войсками. Палойоэнсуу была полностью сожжена немцами.